# تجزیه کیفی معدنی
تجزیه کیفی معدنی روشی از شیمی تجزیه است که به دنبال یافتن ترکیب ابتدایی ترکیبات معدنی است. این امر عمدتاً در تشخیص یونها در محلول آبی متمرکز است، بنابراین ممکن است نیاز به مواد به شکل‌های دیگر پیش از استفاده از روشهای استاندارد به این حالت آورده شود. سپس محلول با واکنش‌گر ناب مختلفی آزمایش می‌شود تا واکنش‌های مشخصی از یون‌های خاص را آزمایش کند، که ممکن است باعث تغییر رنگ، ته‌نشینی و سایر تغییرات قابل مشاهده شود.
تجزیه کیفی معدنی آن شاخه یا روش شیمیایی تجزیه است که به دنبال ایجاد ترکیب عناصر ترکیبات معدنی از طریق معرفهای مختلف است.

## ظاهر فیزیکی نمک‌های معدنی
|    | نمک | رنگ                |
| -- | --- | ------------------ |
| ۱  | MnO، MnO 2، FeO، CuO، Co 3 O 4، Ni 2 O 3؛ سولفیدهای Ag +، Cu +، Cu <sup id="mwLQ">2+</sup> ، Ni 2+، Fe 2+، Co 2+، Pb 2+، Hg 2+، Bi 3+، Hg، BiI 3، Bi (s)، Cu (SCN) <sub id="mwPw">2</sub> ، Sb (s)، Hg 2 O (s)، مس [C (= NH) S] 2 (s)                                                                            | سیاه               |
| ۲  | نمک‌های هیدراته مس ++، شرکت [جیوه (SCN) 4](ها)، | آبی                |
| ۳  | HgO، HgI 2، Pb 3 O 4، Hg 2 CrO 4 (s) , Ag 2 CrO 4 (s)، | قرمز               |
| ۴  | کروم 3+، نیکل 2+، هیدراته آهن 2+ نمک، جیوه 2 من 2(ها)، مس (C 7 H 6 O 2 N) 2(ها)، CUH به عنوان O 3(ها)، | سبز                |
| ۵  | نمک منگنز 2+ هیدراته شده | صورتی روشن         |
| ۶  | KO 2، K 2 Cr 2 O 7، Sb 2 S 3، Ferrocyanide، HgO , Sb 2 S 3 (s), Sb 2 S 5 (s) | نارنجی             |
| ۷  | نمک‌های Co 2+ هیدراته شده | صورتی مایل به قرمز |
| ۸  | Chromates , AgBr, As 2 S 3، AgI، Pb I 2، Cd S، PbCrO 4 (s), Hg 2 CO 3 (s), Ag 3 PO 4 (s), Bi (C 6 H 3 O 3) (s)، مس (CN) 2 (s), Ag 3 AsO 3 (s), (NH 3) 3 [As ( Mo 3 O 10) 4] (s), [SbI 6] 3- (aq)، | زرد                |
| ۹  | CDO، آهن 2 O 3، آن PbO 2، CuCrO 4، نقره 2 O (بازدید کنندگان)، نقره 3 ASO 4(ها)، | رنگ قهوه ای        |
| ۱۰ | PbCl 2 (S) , Pb (OH) 2 (s), PbSO 4 (s), PbSO 3 (s), Pb 3 (PO 4) 2 (s), Pb (CN) 2 (s), Hg 2 Cl 2(ها)، Hg 2 HPO 4 (s) , Al (OH) 3 (s) , AgCl (s)، AgCN (s)، Ag 2 CO 3 (s), Bi (OH) 2 NO 3 (s) , Bi (OH) 3 (s), CuI (s)، Cd (OH) 2 (s), Cd (CN) 2 (s), MgNH 4 همچنین 4 (s), SbO. Cl(ها)، Sb 2 O 3 (بازدید کنندگان)، | سفید               |

## تشخیص کاتیون‌ها
با توجه به خواص آنها، کاتیونها معمولاً به شش گروه طبقه‌بندی می‌شوند. هر گروه دارای یک معرف مشترک است که می‌تواند برای جدا کردن آنها از محلول استفاده شود. برای به دست آوردن نتایج معنی دار، جداسازی باید در توالی مشخص شده در زیر انجام شود، زیرا برخی از یون‌های یک گروه قبلی نیز ممکن است با معرف گروه بعدی واکنش نشان دهند، و باعث ابهام در مورد حضور یون‌ها می‌شود. زیرا تجزیه کاتیونی مبتنی بر محصولات حلالیت یون‌ها است. تقسیم و جزئیات دقیق تفکیک به گروه‌ها از یک منبع به منبع دیگر کمی متفاوت است.

### گام نخست تجزیه گروه کاتیونها
دسته اول تحلیلی کاتیونها شامل یونهایی هستند که کلریدهای نامحلول را تشکیل می‌دهند. به این ترتیب، معرف گروه برای جدا کردن آنها هیدروکلریک اسید است که معمولاً در غلظت ۱ تا ۲ مولار استفاده می‌شود. HCl غلیظ نباید مورد استفاده قرار گیرد، به دلیل تشکیل یک مجموعه (2−[PbCl4]) با محلول 2+Pb که در نتیجه، یون 2+Pb شناخته نمی‌شود.

## تشخیص آنیون‌ها

### گام نخست تجزیه گروه آنیون‌ها
گروه اول آنیونها شامل کربنات، بی‌کربنات، استات، سولفید، سولفیت، تیوسولفات و نیتریت هستند که معرف آنیون‌های گروه ۱ هیدروکلریک اسید رقیق (HCl) یا اسید سولفوریک رقیق (H2SO4) است.

## تکنیک‌های مدرن
تجزیه کیفی معدنی اکنون فقط به عنوان یک ابزار آموزشی مورد استفاده قرار می‌گیرد. تکنیک‌های مدرن مانند طیف‌سنجی جذب اتمی و ICP-MS قادر هستند با استفاده از مقدار بسیار کمی نمونه، به سرعت حضور و غلظت عناصر را تشخیص دهند.